# Alana Shipp
Bản mẫu:Infobox bodybuilder Alana Shipp (sinh năm 1982) là một nữ vận động viên thể hình chuyên nghiệp người Mỹ gốc Guyana, hiện đang sống tại Jerusalem.

## Đầu đời
Alana Shipp sinh năm 1982 tại Barbados, có bố mẹ là người Guyana. Cô đã trải qua thời thơ ấu ở Guyana trước khi chuyển đến Queens, thành phố New York, New York vào năm 11 tuổi.

## Nghề nghiệp

### Thủy quân lục chiến
Sau khi tốt nghiệp trung học, Shipp nhập ngũ vào Thủy quân lục chiến Hoa Kỳ và dành gần 8 năm làm lính thủy. Cô là một hạ sĩ quan, làm quản lý mua sắm hậu cần ở Okinawa, Nhật Bản; Trại Pendleton, California; và ở New Orleans, Louisiana. Cuối năm 2008, cô chuyển đến Israel.

### Thể hình

#### Nghiệp dư
Năm 2011, Shipp bắt đầu tập luyện để giảm một số cân nặng mà cô đã tăng trong hai lần mang thai (160 lb (73 kg)) và hy vọng có được hình thể tốt hơn cho các yêu cầu của Thủy quân lục chiến sắp tới. Vào tháng 10 năm 2011, cô bắt đầu tập luyện với Lia Finkelberg Elbaz và Meny Elbaz tại phòng tập thể dục ở Jerusalem, Sky Gym và đề nghị đào tạo cô cho một cuộc thi thể hình ở hạng mục thể hình.

#### Lịch sử tham gia cuộc thi
- NAC 2012 Israel - 1st (Ms Fitness)

### Thể hình

#### Nghiệp dư
Shipp cho biết ban đầu cô dự định sẽ tham gia cuộc thi tại Ms. Universe 2012 ở hạng mục hình thể nhưng đạt được khối lượng cơ bắp nhanh hơn dự kiến. Huấn luyện viên của cô là Arthur Gooden. Tại Giải vô địch quốc gia NPC 2013, Shipp đã giành được hạng cân trung bình và giành được thẻ IFBB pro của mình.

#### Chuyên nghiệp
Năm 2014, trong năm đầu tiên Shipp thi đấu với tư cách là một chuyên gia, cô đủ tiêu chuẩn tham gia cuộc thi Ms. Olympia 2014. Tại cuộc thi Ms. Olympia 2014, cô đã nhân đôi thành công của Sheila Bleck tại cuộc thi Ms. Olympia năm 2010 bằng cách giành vị trí thứ 4 tại cuộc thi Ms. Olympia đầu tiên mà cô tham dự và trong năm đầu tiên, cô thi đấu như một chuyên gia.

#### Lịch sử cuộc thi
- 2012 NAC Ms Universe - hạng 3 (Ms Body / Physique)
- NPC Steve Stone Metropolitan 2013 - 1st (LW và tổng thể)
- Giải vô địch quốc gia NPC 2013 - hạng 1 (MW)
- 2014 IFBB Toronto Pro - vị trí thứ 2
- 2014 IFBB Omaha Pro - lần thứ 5
- Olympia 2014 2014 của cô - lần thứ 4
- Sức mạnh của IFBB 2015 PBW Tampa Pro - Lần 2
- 2015 IFBB Wings of Strong Rising Phoenix Championships - 5
- Giải vô địch thế giới Phoenix tăng sức mạnh năm 2016 - lần thứ 16

## Cuộc sống cá nhân
Shipp hiện đang sống ở Jerusalem cùng với chồng là Kenneth Shipp, một nhân viên làm việc tại Lãnh sự quán Hoa Kỳ và hai con. Trước khi tập thể hình, cô là một bà nội trợ. Trước khi đến Jerusalem, cô làm quản lý mua sắm cho Coca-Cola ở Dallas, Texas. Cô là người theo đạo Thiên chúa.